# Чемпіонат Німеччини з хокею 1953—1954
Чемпіонат Німеччини з хокею 1954 — 37-ий регулярний чемпіонат Німеччини з хокею, чемпіоном став ХК Фюссен.

## Підсумкова таблиця
| М  | Команда          | І  | Пер | Н | Пор | Ш      | О  |
| -- | ---------------- | -- | --- | - | --- | ------ | -- |
| 1. | ХК Фюссен        | 14 | 13  | 0 | 1   | 127:53 | 26 |
| 2. | Крефельдер ЕВ    | 14 | 10  | 1 | 3   | 111:38 | 21 |
| 3. | Бад Тельц        | 14 | 10  | 0 | 4   | 87:41  | 20 |
| 4. | Пройзен Крефельд | 14 | 7   | 1 | 6   | 85:49  | 15 |
| 5. | СК Ріссерзеє     | 14 | 7   | 0 | 7   | 84:66  | 14 |
| 6. | Бад-Наугайм      | 14 | 5   | 2 | 7   | 64:72  | 12 |
| 7. | СК «Веслінг»     | 14 | 1   | 0 | 13  | 37:135 | 2  |
| 8. | Дюссельдорф ЕГ   | 14 | 1   | 0 | 13  | 19:131 | 2  |

Скорочення: М = підсумкове місце, І = ігри, Пер = перемоги, Н = нічиї, Пор = поразки, Ш = закинуті та пропущені шайби, О = набрані очки

## Перехідний матч
- СК «Веслінг» — Розенгайм 3:3

## Склад чемпіонів
ХК Фюссен
Вільгельм Бехлер, Карл Фішер, Людвіг Кун, Мартін Бек, Освальд Губер, Маркус Еген, Фріц Клебер, Георг Гуггемос, Ксавер Унзінн, Курт Зепп, Ернст Еггербауер, Пауль Амброс. Тренер: Франк Тротт'є